# Санта Еулалија дел Рио
Санта Еулалија дел Рио (шп. Santa Eulalia del Río) град је у Шпанији у аутономној заједници Балеарска Острва. Према процени из 2017. у граду је живело 36 119 становника.

## Становништво
Према процени, у граду је 2017. живело 36 119 становника.
| 1996.  | 2002.  | 2011.  | 2017.  |
| ------ | ------ | ------ | ------ |
| 19.452 | 25.080 | 33.734 | 36.119 |